# 食粪
食粪（英語：coprophagia），俗称吃屎，是指一些人類或其他動物有時在常態狀態或特殊狀態之下將自己或其他同類或異類物種的糞便食用。常態下的食用例如再者就是人類飼養犬隻時，無意間會發現犬隻偶爾會食自己的排遺物。一般來說，犬隻食用排遺物是因為一些排遺物消化不完全時，當中殘留些許食物的氣味等諸多因素，一些鼻子靈敏的犬隻會錯誤認為糞便是食物，故將糞便吃掉。
人類亦有將糞便用作藥物用來治病的行為。中国古代有很多尝粪示孝的记载。
不同物種有透過食糞獲得性快感的行為，這種行為稱為嗜糞癖。例如《兩女一杯》當中的兩名女主角。

## 食糞動物

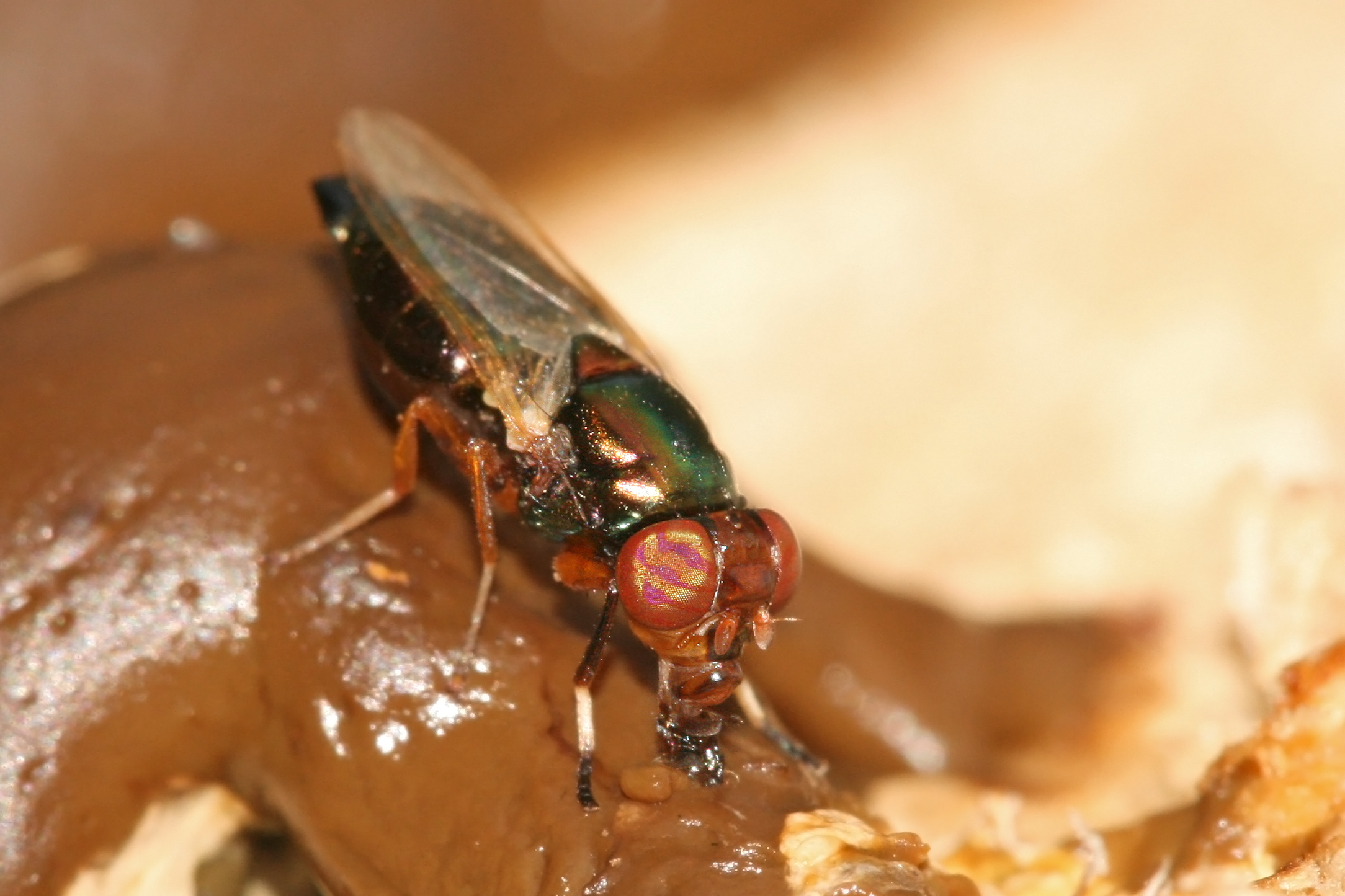
正在食用人類糞便的蒼蠅

諸多動物是天生的食糞動物，例如狗，人類通常利用此類動物的習性來用作某些用途。例如一些人類通常會利用「屎殼郎」的食糞行為用作農業，用來清理糞便以抑制其他以糞便為食的害蟲的到來；以及利用其消化其他動物的糞便為土地提供營養。
蒼蠅也是食糞動物，故人類通常不願食用被蒼蠅接觸過的食物。

## 糞便藥用
人類有通過食用糞便治療疾病或將糞便敷在傷口處以治療傷口的行為

中國明朝医学家李時珍在其所著之《本草綱目》當中也曾提到：
|                        | 人屎釋名人糞、大便。氣味苦，寒，無毒。主治時行大熱狂走，解諸毒，搗末，沸湯沃服之。傷寒熱毒，水漬飲之，彌善。新者，封疔腫，一日根爛（蘇頌）。 |
| ——李時珍，《本草綱目》 | |

## 嗜糞症
嗜糞症是指各類物種包括人類食用糞便或通過其他行為接觸糞便從而獲得性快感的病症，此乃性慾倒錯的一種。

## 社会与文化
- 巴西的色情電影《饑餓婊子》以嗜糞症為主題，當中有兩名患有嗜糞症的女子相互愛撫、吞吃對方的排泄物，然後嘔吐到對方的嘴裡（其預告片在网络上得名《兩女一杯》）[3]。
- 1785年萨德侯爵完成的一本色情小说《索多玛一百二十天》中详细描述了施虐狂与受虐狂的食粪症[8]。
- 1973年托马斯·品钦在他的小说《万有引力之虹》中也描绘了一幅很详细的食粪场景[9]。
- 弗朗索瓦·拉伯雷的经典作品《巨人传》里经常使用“mâche-merde”与“mâchemerde”，即“食粪者”。这两个词出自古希腊喜剧演员阿里斯托芬、米南德，他们经常使用“skatophagos”（σκατοϕάγος），尤其是后者。[10]拉伯雷在一次对话中称食粪是基督徒的行为，僧侣们“吃全世界的粪便，这是一种罪恶”（swallow the shit of the world, that is the sins），因此他们被社会排斥[11]。
- 吃屎也是一種粗俗的罵人詞語，在廣東話叫“吔屎”。闽南语叫“食屎”，馬來語則是叫“makan tahi”，在被说了后普遍会令人反感和厌恶。
- 諺語有句“狗改不了吃屎”，意思是比喻一個人惡習難改，本性難移。